# المكتبة الوطنية الفلسطينية
المكتبة الوطنية الفلسطينية، مؤسسة تلعب دور المكتبة المركزية لدولة فلسطين أنشئت عام 2019 وتتبع الرئاسة الفلسطينية، وتقع في بلدة سردا التي تقع بين مدينة رام الله وبلدة بيرزيت.

## التأسيس والمهام
أسست المكتبة بموجب المرسوم الرئاسي الفلسطيني رقم 6 لعام 2019، تكون مسؤولة «عن طلب وحفظ جميع المطبوعات الهامة التي تنشر في الدولة، والعمل كمكتبة إيداع حسب القانون أو تحت أي ترتيبات أخرى لجانب ذلك بعض الوظائف الأخرى، مثل: إنتاج الببليوغرافيا الوطنية، وحفظ وتحديث مجموعات نموذجية من الإنتاج الفكري الأجنبي، يشمل ما كتب عن الدولة، واقتناء الفهارس الموحدة، ونشرالببليوغرافيا الوطنية». وقد جعل مقرها في المبنى الذي قصر الضيافة التابع للرئاسة في بلدة سردا القريبة من جامعة بيرزيت.
تعمل المكتبة الوطنية على جمع، وحفظ، ورصد التراث والإبداع الفلسطيني، سواء ما يصدر داخل فلسطين، أو خارجها، وأرشيفا للوثائق الوطنية الفلسطينية.

## مجلس الإدارة
جرى تشكيل مجلس إدارة المكتبة الوطنية الفلسطينية بموجب قرار صادر عن الرئيس الفلسطيني محمود عباس في 26 يونيو 2019 بعضوية 13 عضوًا أبرزهم:
- عبد اللطيف أبو حجلة.
- عماد أبو كشك.
- متري الراهب.
- انتصار أبو عمارة.
- هنيدة غانم.

## رؤساء المكتبة
| الترتيب | الاسم                      | صورة | تاريخ البدء   | تاريخ الانتهاء |
| ------- | -------------------------- | ---- | ------------- | -------------- |
| 1       | إيهاب ياسر عارف بسيسو      |      | 2019          | 2021           |
| 2       | عيسى أحمد عبد الحميد قراقع |      | 29 يوليو 2021 | 19 مارس 2025   |
| 3       | مروان مسعود محمد عورتاني   |      | 19 مارس 2025  | لا يزال        |